# 木内なな
木内 なな（きうち なな、1975年1月7日 - ）は、元テレビ新潟 (TeNY) のアナウンサー。旧姓は渡辺で、2004年12月末に産休入りするまで渡辺 奈々（わたなべ なな）名義で活動していた。

## 来歴
東京都町田市出身。玉川大学文学部卒業。
デンマーク体操指導者の資格を有しており、テレビ新潟在籍中にはスポーツ番組と夕方ワイド番組内で放送のスポーツ情報コーナーを主に担当した。
2004年2月に結婚し、同年12月に産休入りする。そして第1子を出産の後、活動名義を木内ななと改めて職場復帰した。復帰後、新潟県中越地震でのエピソードを題材にした映画『マリと子犬の物語』にエキストラで出演した。
2008年12月に2度目の産休を取り、2児の母になる。
2011年3月31日をもってテレビ新潟を退社した。

## 担当番組
- ネットワーク・7
- 夕方ワイド新潟一番 - 「渡辺奈々のスポーツ一番」「渡辺奈々の気軽にエクササイズ」担当
- スポーツ中継（アルビレックス新潟ホームゲーム中継、全国高校サッカー新潟県大会中継など） - 実況担当[1]、リポーター[7]
- 元気一番生テレビ
- とことんアルビ!!DX
- TeNYニュースD
- すこやか新潟
- 医療の広場 第1・第3